# Inge Nilsson
Inge Nilsson, född 13 juni 1926 i Karlstads församling, Värmlands län, död 4 februari 2017 i Motala distrikt, Östergötlands län, var en svensk friidrottare (sprinter). Han tävlade för IF Göta i Karlstad.
Vid EM i Oslo år 1946 var han med i det svenska stafettlaget som tog guld på 4 x 100 meter (de andra var Olle Laessker, Stig Håkansson och Stig Danielsson).